# کیم آندشون
کیم آندشون (انگلیسی: Kim Anderzon; ۲۰ مارس ۱۹۴۳ – ۲۴ اکتبر ۲۰۱۴) بازیگر اهل سوئد بود. وی بین سال‌های ۱۹۶۹ تا ۲۰۱۴ میلادی فعالیت می‌کرد.
از فیلم‌ها یا مجموعه‌های تلویزیونی که وی در آن‌ها نقش داشته‌است، می‌توان به داستان تراژدیک هملت - شاهزادهٔ دانمارک و زبان عشق اشاره نمود.